# Daredevil - Rinascita
Daredevil - Rinascita (Daredevil: Born Again) è una serie televisiva statunitense ideata da Dario Scardapane e Matt Corman & Chris Ord per il servizio di streaming on demand Disney+, basata sui fumetti Marvel Comics con protagonista il personaggio Daredevil. È la 13° serie televisiva del Marvel Cinematic Universe (MCU) prodotta dai Marvel Studios, in continuità con i film e le precedenti serie del franchise. Si tratta della continuazione ufficiale della serie tv Daredevil, prodotta dal 2015 al 2018 da Marvel Television e originariamente pubblicata su Netflix. Scardapane è lo showrunner con Justin Benson e Aaron Moorhead come registi principali.

## Trama
L'avvocato cieco Matt Murdock lotta per la giustizia mentre l'ex boss della malavita Wilson Fisk porta avanti la sua campagna come sindaco di New York City, portando allo scontro delle loro identità passate.

## Episodi
| Stagione         | Episodi | Pubblicazione |
| ---------------- | ------- | ------------- |
| Prima stagione   | 9       | 2025          |
| Seconda stagione | 8       | 2026          |

## Personaggi e interpreti
- Matt Murdock / Daredevil, interpretato da Charlie Cox, doppiato da Francesco Pezzulli.
È un avvocato cieco con sensi sovrumani di Hell's Kitchen, che conduce una doppia vita come vigilante mascherato.[2] All'inizio della serie, Murdock si concentra sull'essere un avvocato a causa dei danni collaterali che derivano dall'essere un vigilante e delle preoccupazioni su quanto sia stato efficace tale approccio. Cox ha apprezzato la possibilità di riprendere il ruolo dalla serie Netflix dopo Spider-Man: No Way Home e She-Hulk: Attorney at Law, poiché gli ha permesso di divertirsi un po' e vedere Murdock interagire con personaggi che la serie originale di Daredevil non era in grado di presentare. Per Born Again, hanno invece potuto "impostare il nostro tono... Ed esplorare e sviluppare tutte le possibilità della sua vita a New York".[3] Cox ha iniziato ad allenarsi nell'ottobre 2022, concentrandosi sulle arti marziali miste (MMA) nella speranza di ritrarre Murdock come qualcuno che ha una formazione in vari stili di combattimento che può impiegare a seconda dell'avversario, piuttosto che essere solo un combattente a tutto tondo.[4]
- Heather Glenn, interpretata da Margarita Levieva, doppiata da Selvaggia Quattrini.
È l'interesse amoroso di Murdock.[5] Lei e Murdock hanno opinioni diverse sul vigilantismo e ciò, a detta di Cox, porta a "conversazioni toccanti" tra la coppia.
- Karen Page, interpretata da Deborah Ann Woll, doppiata da Eleonora Reti.
Ex reporter, è amica e partner di Murdock presso lo studio legale Nelson, Murdock & Page.[6] Lo showrunner Dario Scardapane ha detto che Page era "il cuore e l'anima di questa mitologia" e le sue interazioni con Murdock tirano fuori più da lui "come essere umano".
- Franklin "Foggy" Nelson, interpretato da Elden Henson, doppiato da Luigi Morville.
È il migliore amico e socio in affari di Murdock.[6]
- Wilson Fisk / Kingpin, interpretato da Vincent D'Onofrio, doppiato da Luca Ward.
È un potente uomo d'affari e signore del crimine[2] che si candida a sindaco di New York City.[7][8]  D'Onofrio ha affermato che il tono del suo personaggio nella serie Disney+ Echo sarebbe continuato in Rinascita, a sua detta il modo migliore per rappresentare il personaggio.[9] La prima stagione di Rinascita vede Fisk "mettere in mostra la sua oscurità e il suo potere" per "sostanzialmente gaslightare una città, poi un paese, e poi il mondo". Dopo aver guadagnato 18 chili per il ruolo in Daredevil, D'Onofrio ha scelto di indossare un costume che lo ingrossasse per Born Again come aveva fatto a partire dalla sua apparizione nella serie Disney+ Hawkeye. D'Onofrio ritenne che il costume fosse progredito con la tecnologia moderna per essere più leggero e realistico, ed era felice di non dover aumentare di peso.[10]  D'Onofrio ha aggiunto che sono state utilizzate altre tecniche per "vendere le dimensioni", e ha detto che l'aspetto del personaggio alla fine della prima stagione sarebbe stato "più specifico e più dettagliato" per ragioni legate alla seconda stagione.
- Sheila Rivera, interpretata da Zabryna Guevara, doppiata da Laura Romano.
È la direttrice della campagna elettorale di Fisk.[11][12]
- Kirsten McDuffie, interpretata da Nikki M. James, doppiata da Perla Liberatori.
È un'ex assistente procuratore distrettuale di New York e nuovo partner legale di Murdock presso lo studio legale Murdock & McDuffie[11][12]
- BB Urich, interpretata da Genneya Walton, doppiata da Roisin Nicosia.
È una giovane giornalista e nipote di Ben Urich.[11][13]
- Buck Cashman, interpretato da Arty Froushan, doppiato da Gabriele Tacchi.
È il braccio destro di Fisk.[11][14]
- Cherry, interpretato da Clark Johnson, doppiato da Pierluigi Astore.
È un agente di polizia in pensione che lavora con Murdock.[11][12][15]
- Daniel Blake, interpretato da Michael Gandolfini, doppiato da Daniel Spizzichino.
È il protetto di Fisk e membro della sua campagna elettorale.[11]
- Vanessa Marianna-Fisk, interpretata da Ayelet Zurer, doppiata da Claudia Razzi.
È la moglie di Wilson, che ha assunto il comando del suo impero criminale durante la sua assenza.[16] Sandrine Holt era stata originariamente scelta per sostituire Zurer, che aveva interpretato il personaggio in Daredevil, prima della revisione creativa della serie.[16]
- Frank Castle / The Punisher, interpretato da Jon Bernthal, doppiato da Simone D'Andrea.
È un vigilante anti-eroico che mira a combattere la malavita con qualsiasi mezzo necessario.[17] Per prepararsi al ruolo, Bernthal si è allenato in un poligono di tiro dove ha incontrato Thomas Jane, che in precedenza aveva interpretato il personaggio nel film della Lionsgate The Punisher.[18]
- Benjamin "Dex" Poindexter / Bullseye, interpretato da Wilson Bethel, doppiato da Stefano Crescentini.
È un ex agente dell'FBI psicopatico che è in grado di usare quasi ogni oggetto come proiettile letale. In precedenza si era mascherato da Daredevil per Fisk, prima che Fisk gli rompesse la schiena.[19]

Inoltre, Mohan Kapur e Tony Dalton riprendono i loro ruoli MCU come Yusuf Khan e Jacques Duquesne, Kamar de los Reyes e Camila Rodriguez appaiono rispettivamente come il vigilante Hector Ayala / Tigre Bianca e sua nipote Angela Del Toro, e Lou Taylor Pucci interpreta Adam, un artista amante di Vanessa Fisk. Hunter Doohan compare come il serial killer Muse. Hamish Allan-Headley e Jeremy Earl interpretano rispettivamente Conner Powell e Cole North, ufficiali del Dipartimento di Polizia di New York City (NYPD) e membri della Task Force Anti-Vigilante. Prima della revisione creativa della serie, Michael Gaston e Harris Yulin avrebbero dovuto avere dei ruoli.

## Distribuzione
La serie ha debuttato sul servizio di streaming on demand Disney+ il 4 marzo 2025, con una prima stagione composta da nove episodi. La seconda stagione, composta da otto episodi, debutterà a marzo 2026.

## Accoglienza
La serie TV è stata accolto positivamente sia dalla critica che dal pubblico